# شين ميغامي تينسي: سترينج جيرني
شين ميغامي تينسي: سترينج جيرني (بالإنجليزية: Shin Megami Tensei: Strange Journey)‏ هي لعبة فيديو تم تطويرها عن طريق شركة أتلس ولانكريس لأجهزة نينتندو 3دي أس، تم إطلاقها في اليابان في سنة 2009 وهي الإصدار الرابع من سلسلة ألعاب ميغامي تينسي. قصة اللعبة تتكلم عن مهام خاصة تنفذها قوات خاصة تابعة للأمم المتحدة في القطب الجنوبي.